# Discovery Family

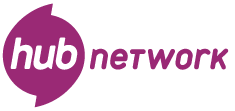
Logo de Hub Network utilisé jusqu'au 13 octobre 2014

Pour les articles homonymes, voir Hub.
Discovery Family (anciennement Hub Network) est une chaîne de télévision thématique américaine appartenant à Warner Bros. Discovery (60 %) et Hasbro (40 %) lancée le 10 octobre 2010 après la fermeture de Discovery Kids. Elle s'adresse aux jeunes enfants durant la journée, et diffuse des sitcoms drames et films s'adressant aux familles durant la nuit.

## Disponibilité
La chaîne est distribuée par satellite, câble, et IPTV chez la majorité des distributeurs. Elle n'est pas autorisée pour distribution au Canada, par contre, les émissions et séries originales peuvent avoir été acquises par une chaîne canadienne, telles que Télétoon, YTV ou encore Yoopa.
En France, la chaîne a cessé sa diffusion sur les box SFR.

## Séries originales

### Animation
- My Little Pony : Les amies, c'est magique (My Little Pony: Friendship Is Magic) (2010–2019)
- Pound Puppies (en) (2010–2013)
- The Twisted Whiskers Show (2010)
- The Adventures of Chuck and Friends (en) (2010–2011)
- G.I. Joe: Renegades (en) (2010–2011)
- Transformers: Prime (2010–2013)
- Transformers: Rescue Bots (2012–2016)
- Care Bears: Welcome to Care-a-Lot (en) (2012)
- Kaijudo (2012–2013)
- Littlest Pet Shop (2012–2016)
- Sabrina, l'apprentie sorcière (Sabrina: Secrets of a Teenage Witch) (2013–2014)
- KISS Hello Kitty (2014)
- Littlest Petshop : Un monde à nous ! (Littlest Pet Shop: A World of Our Own) (2018–2019)

### Live-action
- L'Heure de la peur (R.L. Stine's The Haunting Hour) (2010–2014)
- Cluedo, nouvelle génération (Clue) (2011)
- The Aquabats! Super Show! (en) (2012–2014)
- Family Game Night (en) (jeu, 2010–2014)
- Pictureka! (jeu, 2010–2012)
- The Game of Life (jeu, 2011–2012)
- Scrabble Showdown (en) (jeu, 2011–2012)

### Acquisitions
- Sorciers vs Aliens (Wizards vs Aliens) (2012–2014)